# Selección de fútbol sub-17 de Puerto Rico
La Selección de fútbol sub-17 de Puerto Rico es el equipo que representa al país en el Mundial Sub-17, en el campeonato Sub-17 de la Concacaf y en el Campeonato Juvenil de la CFU; y es controlado por la Federación Puertorriqueña de Fútbol.

## Participaciones

### Copa Mundial Sub-17
Resultado general: No se ha clasificado.
| Año                         | PJ           | PG           | PE           | PP           | GF           | GC           | DIF.         | PTS          | Ronda        |
| --------------------------- | ------------ | ------------ | ------------ | ------------ | ------------ | ------------ | ------------ | ------------ | ------------ |
| China 1985                  | No participó | No participó | No participó | No participó | No participó | No participó | No participó | No participó | No participó |
| Canadá 1987                 | No participó | No participó | No participó | No participó | No participó | No participó | No participó | No participó | No participó |
| Escocia 1989                | No participó | No participó | No participó | No participó | No participó | No participó | No participó | No participó | No participó |
| Italia 1991                 | No clasificó | No clasificó | No clasificó | No clasificó | No clasificó | No clasificó | No clasificó | No clasificó | No clasificó |
| Japón 1993                  | No participó | No participó | No participó | No participó | No participó | No participó | No participó | No participó | No participó |
| Ecuador 1995                | No participó | No participó | No participó | No participó | No participó | No participó | No participó | No participó | No participó |
| Egipto 1997                 | No participó | No participó | No participó | No participó | No participó | No participó | No participó | No participó | No participó |
| Nueva Zelanda 1999          | No participó | No participó | No participó | No participó | No participó | No participó | No participó | No participó | No participó |
| Trinidad y Tobago 2001      | No clasificó | No clasificó | No clasificó | No clasificó | No clasificó | No clasificó | No clasificó | No clasificó | No clasificó |
| Filandia 2003               | No clasificó | No clasificó | No clasificó | No clasificó | No clasificó | No clasificó | No clasificó | No clasificó | No clasificó |
| Perú 2005                   | No participó | No participó | No participó | No participó | No participó | No participó | No participó | No participó | No participó |
| Corea del Sur 2007          | No clasificó | No clasificó | No clasificó | No clasificó | No clasificó | No clasificó | No clasificó | No clasificó | No clasificó |
| Nigeria 2009                | No participó | No participó | No participó | No participó | No participó | No participó | No participó | No participó | No participó |
| México 2011                 | No participó | No participó | No participó | No participó | No participó | No participó | No participó | No participó | No participó |
| Emiratos Árabes Unidos 2013 | No clasificó | No clasificó | No clasificó | No clasificó | No clasificó | No clasificó | No clasificó | No clasificó | No clasificó |
| Chile 2015                  | No clasificó | No clasificó | No clasificó | No clasificó | No clasificó | No clasificó | No clasificó | No clasificó | No clasificó |
| India 2017                  | No clasificó | No clasificó | No clasificó | No clasificó | No clasificó | No clasificó | No clasificó | No clasificó | No clasificó |
| Brasil 2019                 | No clasificó | No clasificó | No clasificó | No clasificó | No clasificó | No clasificó | No clasificó | No clasificó | No clasificó |
| Indonesia 2023              | No clasificó | No clasificó | No clasificó | No clasificó | No clasificó | No clasificó | No clasificó | No clasificó | No clasificó |
| Qatar 2025                  | No clasificó | No clasificó | No clasificó | No clasificó | No clasificó | No clasificó | No clasificó | No clasificó | No clasificó |
| Total                       | —            | —            | —            | —            | —            | —            | –            | —            | —            |

### Campeonato Sub-17 de la Concacaf
| Año                            | PJ           | PG           | PE           | PP           | GF           | GC           | DIF.         | PTS          | Ronda            |
| ------------------------------ | ------------ | ------------ | ------------ | ------------ | ------------ | ------------ | ------------ | ------------ | ---------------- |
| Trinidad y Tobago 1983         | 2            | 0            | 0            | 2            | 0            | 9            | –9           | 0            | Primera fase     |
| México 1985 a Cuba 1988        | No participó | No participó | No participó | No participó | No participó | No participó | No participó | No participó | No participó     |
| Trinidad y Tobago 1991         | 3            | 0            | 0            | 3            | 0            | 12           | –12          | 0            | Primera fase     |
| Cuba 1992                      | No participó | No participó | No participó | No participó | No participó | No participó | No participó | No participó | No participó     |
| El Salvador 1994               | No participó | No participó | No participó | No participó | No participó | No participó | No participó | No participó | No participó     |
| Trinidad y Tobago 1996         | No participó | No participó | No participó | No participó | No participó | No participó | No participó | No participó | No participó     |
| El Salvador - Jamaica 1999     | No participó | No participó | No participó | No participó | No participó | No participó | No participó | No participó | No participó     |
| Estados Unidos - Honduras 2001 | No clasificó | No clasificó | No clasificó | No clasificó | No clasificó | No clasificó | No clasificó | No clasificó | No clasificó     |
| Canadá - Guatemala 2003        | No clasificó | No clasificó | No clasificó | No clasificó | No clasificó | No clasificó | No clasificó | No clasificó | No clasificó     |
| Costa Rica - México 2005       | No participó | No participó | No participó | No participó | No participó | No participó | No participó | No participó | No participó     |
| Honduras - Jamaica 2007        | No clasificó | No clasificó | No clasificó | No clasificó | No clasificó | No clasificó | No clasificó | No clasificó | No clasificó     |
| México 2009                    | No participó | No participó | No participó | No participó | No participó | No participó | No participó | No participó | No participó     |
| Jamaica 2011                   | No participó | No participó | No participó | No participó | No participó | No participó | No participó | No participó | No participó     |
| Panamá 2013                    | No clasificó | No clasificó | No clasificó | No clasificó | No clasificó | No clasificó | No clasificó | No clasificó | No clasificó     |
| Honduras 2015                  | No clasificó | No clasificó | No clasificó | No clasificó | No clasificó | No clasificó | No clasificó | No clasificó | No clasificó     |
| Panamá 2017                    | No clasificó | No clasificó | No clasificó | No clasificó | No clasificó | No clasificó | No clasificó | No clasificó | No clasificó     |
| Estados Unidos 2019            | 4            | 2            | 1            | 1            | 11           | 2            | +9           | 7            | Octavos de final |
| Guatemala 2023                 | 2            | 0            | 1            | 1            | 1            | 4            | –3           | 1            | Cuartos de final |
| Total                          | 11           | 2            | 2            | 7            | 12           | 27           | –14          | 8            | —                |

### Clasificación de Concacaf para la Copa Mundial Sub-17
| Año   | PJ          | PG          | PE          | PP          | GF          | GC          | DIF.        | PTS         | Ronda       |
| ----- | ----------- | ----------- | ----------- | ----------- | ----------- | ----------- | ----------- | ----------- | ----------- |
| 2025  | Por definir | Por definir | Por definir | Por definir | Por definir | Por definir | Por definir | Por definir | Por definir |
| Total | —           | —           | —           | —           | —           | —           | –           | —           | —           |

### Copa Juvenil del Caribe
| Año                    | PJ           | PG           | PE           | PP           | GF           | GC           | DIF.         | PTS          | Ronda        |
| ---------------------- | ------------ | ------------ | ------------ | ------------ | ------------ | ------------ | ------------ | ------------ | ------------ |
| Trinidad y Tobago 2006 | 3            | 2            | 0            | 1            | 7            | 8            | –1           | 6            | Primera fase |
| Trinidad y Tobago 2008 | No participó | No participó | No participó | No participó | No participó | No participó | No participó | No participó | No participó |
| Total                  | 3            | 2            | 0            | 1            | 7            | 8            | –1           | 6            | —            |

### Torneo Uncaf Sub-17
| Año                            | PJ                          | PG                          | PE                          | PP                          | GF                          | GC                          | DIF.                        | PTS                         | Ronda                       |
| ------------------------------ | --------------------------- | --------------------------- | --------------------------- | --------------------------- | --------------------------- | --------------------------- | --------------------------- | --------------------------- | --------------------------- |
| Nicaragua 2006 a Honduras 2022 | Puerto Rico no fue invitado | Puerto Rico no fue invitado | Puerto Rico no fue invitado | Puerto Rico no fue invitado | Puerto Rico no fue invitado | Puerto Rico no fue invitado | Puerto Rico no fue invitado | Puerto Rico no fue invitado | Puerto Rico no fue invitado |
| Costa Rica 2024                | 4                           | 1                           | 1                           | 2                           | 8                           | 9                           | –1                          | 4                           | Sexto Lugar                 |
| Total                          | 4                           | 1                           | 1                           | 2                           | 8                           | 9                           | –1                          | 4                           | —                           |